# Margarethe Mittell
Margarethe Mittell (* 6. Januar 1864 in Berlin; † 2. November 1948 in Hamburg) war eine deutsche Schulleiterin.

## Leben und Wirken
Margarethe Mittell war die Tochter des Schauspielers Carl Mittell. Sie besuchte eine Höhere Töchterschule in Leipzig. 1878 zog die Familie Mittell nach Hamburg, wo Carl Mittel ein Engagement am Thalia Theater erhalten hatte.
Margarethe Mittell, die sich selbst Meta nannte, besuchte in Hamburg drei Jahre die Unterrichtsanstalten des Klosters St. Johannis, wo sie im März 1883 das Lehrerinnenexamen bestand. Danach lehrte sie bis 1885 in der Schule von Margarete Schneider, die sich in Wandsbek befand. Da Carl Mittell erkrankt war, reiste Margarete Mittell mit der Familie über Dresden nach Breslau. Hier absolvierte sie im März 1898 die Vorsteherinnenprüfung. 1904 ging sie zurück nach Hamburg. Silvia Röver und Emma Benfey hatten hier in einem Mietshaus im Graumannsweg 38 eine zehnklassige Mädchenschule, die ihnen Margarete Mittell abkaufte.
Als Leiterin machte Mittell die Schule zu einer der angesehensten Hamburgs. Hatte die Schule 1904 noch 182 Schülerinnen, so besuchten sie in den 1920er Jahren über 400 Mädchen. 1908 erwarb Mittell ein größeres Gebäude im Graumannsweg 47, in das die Bildungseinrichtung umzog. 1928 kaufte sie ein zweites Haus am Graumannsweg 13. Hier befand sich ein großer Turnsaal. Mittell wohnte dort in einer großen Wohnung mit ihrer Partnerin Meta Redlich (1877–1945). 1930/31 ließ sie das Gebäude im Graumannsweg 47 aufgrund von Platzmangel aufstocken.
Ihre Lebensgefährtin Meta Redlich stammte aus Hamburg. Ihr Vater Carl Christian Redlich (1832–1900) leitete hier die Höhere Bürgerschule vor dem Holstenthore. Redlich hatte 1901 das Examen am Seminar der Klosterschule bestanden. Danach war sie in den Dienst von Silvia Röver und Emma Benfey getreten. Margarethe Mittell beschäftigte sie nach dem Kauf der Schule weiter. Anfang 1927 ernannte Mittell sie zur offiziellen Mitleiterin, blieb jedoch selbst im Schulbetrieb eindeutig führend. Die Schulleiterin beschäftigte zahlreiche engagierte Lehrkräfte, die hier jahrzehntelang unterrichteten. Den Fachunterricht der Oberklassen übertrug sie stundenweise an Gymnasiallehrer, den Religionsunterricht an Pastoren.
Mittell richtete den Unterricht der Eingangsklassen spielerisch nach dem Konzept Pestalozzis aus. In den späteren Klassen legte sie Wert auf das Lernen. Emmy Beckmann sagte hierzu im Rahmen einer Gedenkfeier 1948, dass die Anforderungen an die Schülerinnen hoch gewesen seien. 1904 etablierte Mittell eine Selekta. 1908 erweiterte sie die Mädchenschule um zwei Frauenklassen. Hier bereiteten sich Mädchen im Rahmen einer zwölfjährigen Ausbildung auf das Berufsleben vor. 1909 führte Mittell vierjährige humanistische Gymnasialkurse ein. Diese boten erfolgreichen Absolventinnen die Möglichkeit, als Externe die Abiturprüfung am Wilhelm-Gymnasium zu absolvieren. Aufgrund von finanziellen Problemen, ausgelöst durch die Deutsche Inflation 1914 bis 1923, stellte die Schulleiterin die Kurse 1923 ein. Bis dahin hatten alle ihre Schülerinnen die Abiturprüfungen bestanden. 1930 konnte Mittell eine Realgymnasiale Studienanstalt eröffnen, die selbst Abiturprüfungen durchführen durfte. Die Einrichtung schloss nach staatlicher Anordnung vier Jahre später.

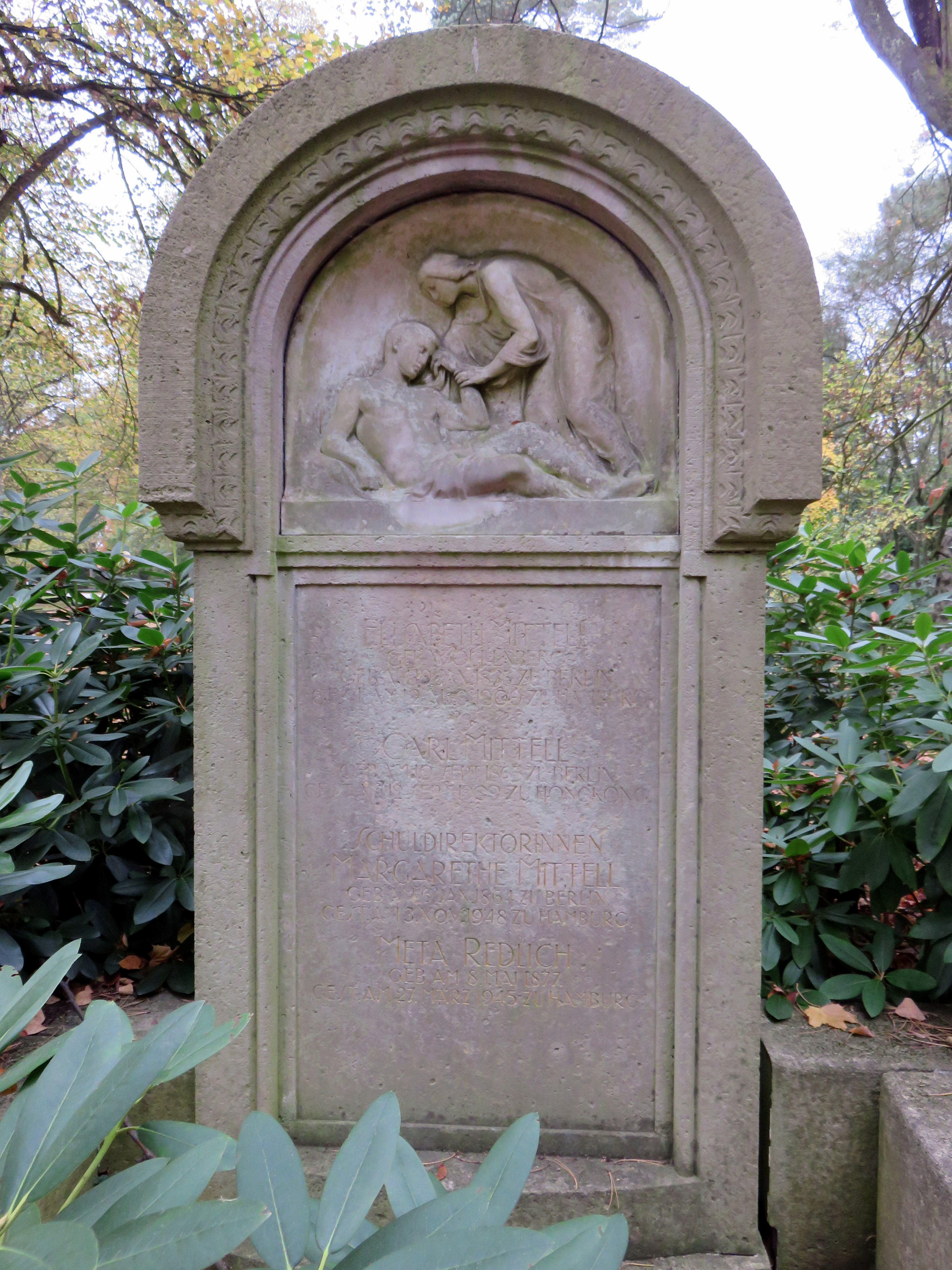
Familiengrab Mittell auf dem Ohlsdorfer Friedhof

Das Leben an Mittells Schule folgte einem christlichen Leitbild. Die täglichen Morgengebete und Weihnachtsfeiern blieben den Schülerinnen derart im Gedächtnis, dass sie sie auch noch in hohem Altern lobend erwähnten. Außerdem verehrten beide Schulleiterinnen Goethe. Daher sahen sie im Lehrplan des zehnten Schuljahrs eine sorgfältig geplante Reise nach Weimar vor, wo der Dichter gestorben war.
Margarethe Mittell galt als äußerst intellektuell. In ihrem Haus trafen sich mindestens alle zwei Wochen auswärtige Gäste und Gelehrte aus Hamburg. Dazu gehörten die Historiker Erich Marcks und Max Lenz oder der Literaturhistoriker Heinrich Meyer-Benfey. Außerdem unterstützte sie Eduard Hallier beim Aufbau der Hamburger Bücherhallen.
Während der Zeit des Nationalsozialismus trat Mittell weder in die NSDAP noch in andere nationalsozialistische Vereinigungen ein. Vermutlich aufgrund ihrer jährlichen Sommerreisen nach Südtirol in den 1920er- und 30er Jahren schloss sie sich dem Verein für das Deutschtum im Ausland an. Den Schulbetrieb konnte sie lange Zeit ohne staatlichen Einfluss weiterführen. Im Sommer 1938 hatte die Schule zwölf Schülerinnen, die die Nationalsozialisten als Jüdinnen ansahen. Die Einrichtung musste den Betrieb zum 30. September 1939 einstellen.
Margarete Mittell wurde in Hamburg auf dem Ohlsdorfer Friedhof im Bereich der Familiengrabstätte Mittell, Planquadrat AF 30 (Nordring bei Kapelle 6), beigesetzt.